# Gerlos

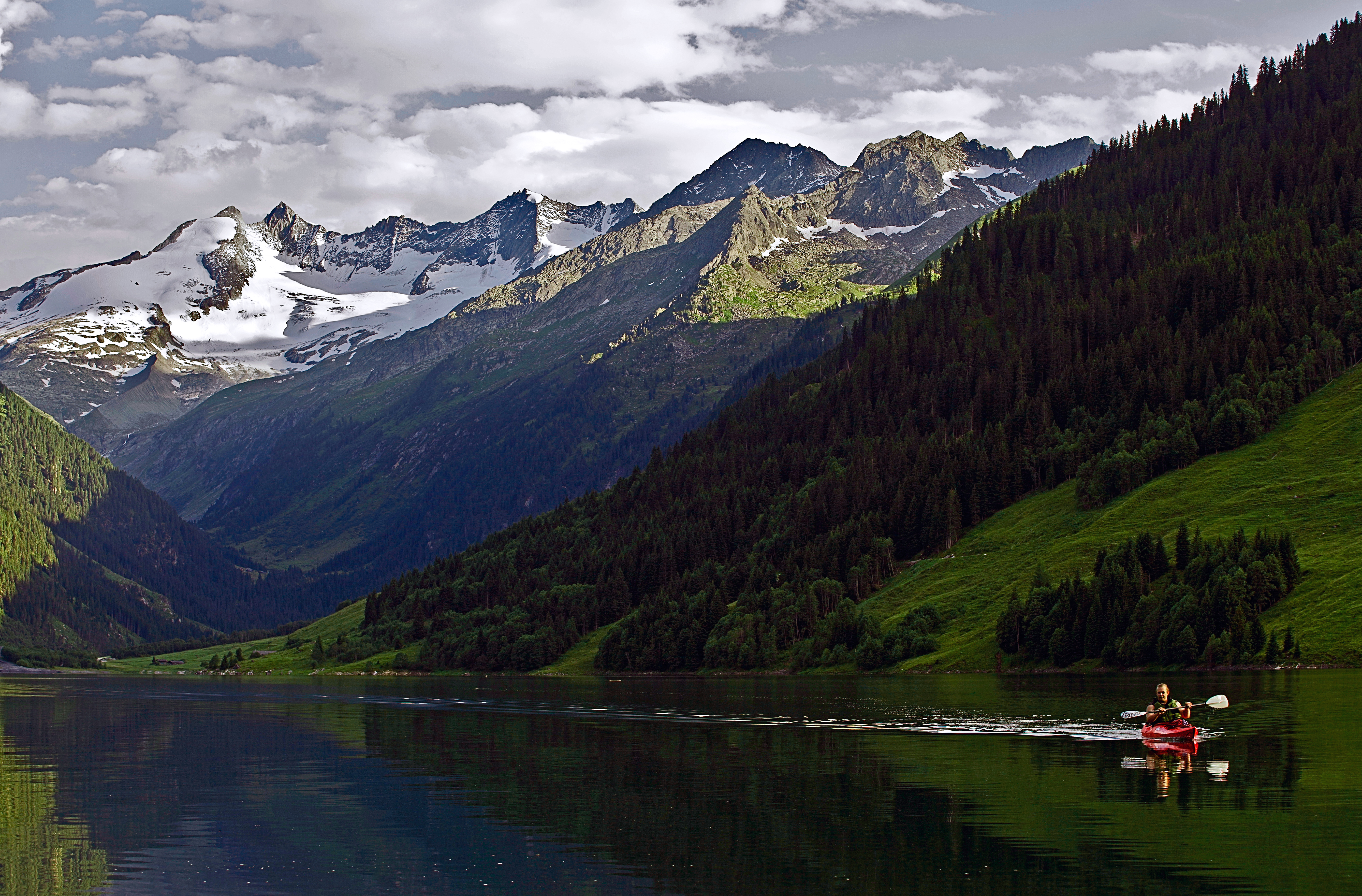
Stausee Speicher Durlaßboden mit der Reichenspitzgruppe der Zillertaler Alpen

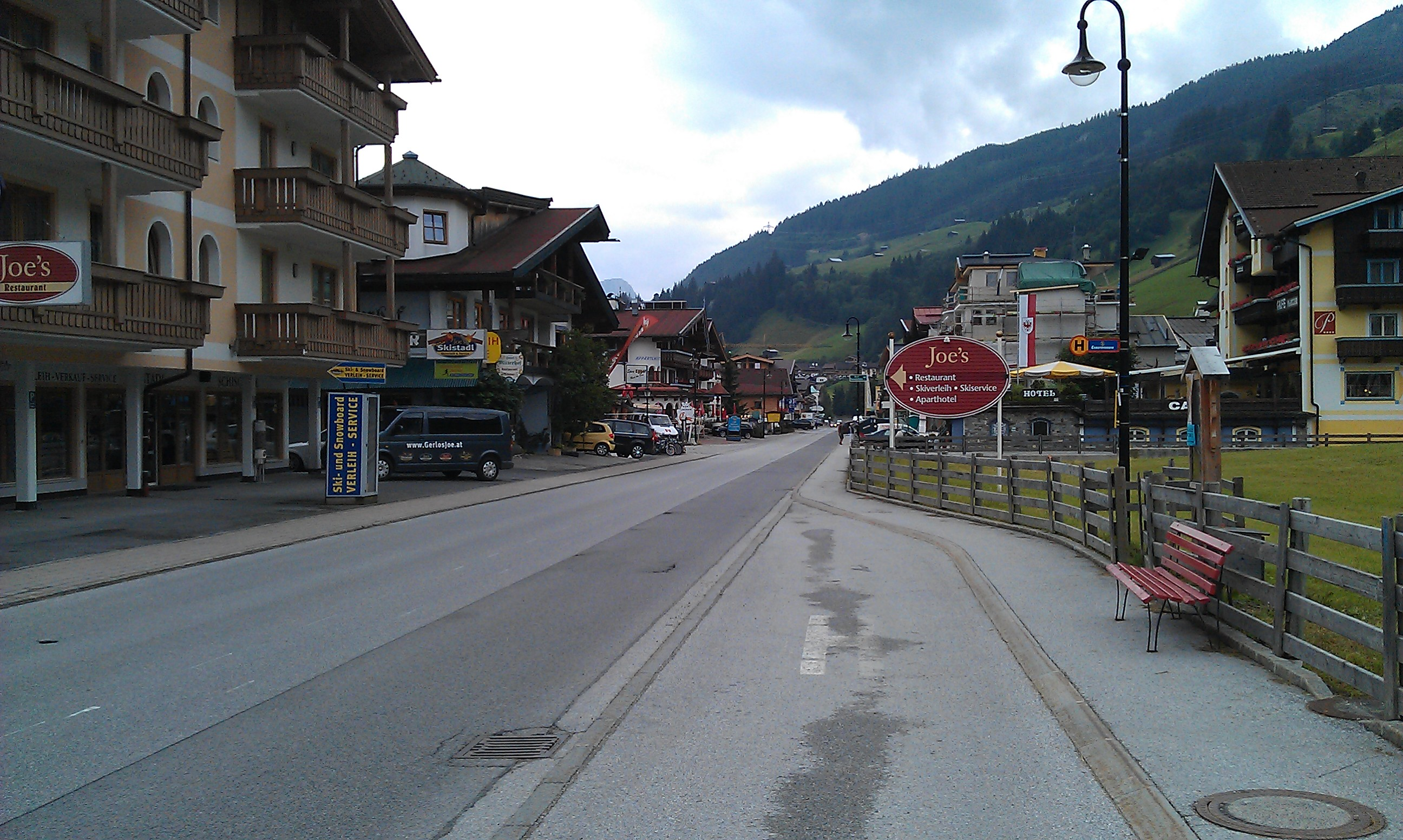
Blick in die Hauptstraße im Ortsteil Mitterhof

Gerlos ist eine Gemeinde mit 787 Einwohnern (Stand 1. Jänner 2024) im Bezirk Schwaz in Tirol (Österreich). Die Gemeinde liegt im Gerichtsbezirk Zell am Ziller.

## Geographie
Gerlos liegt im Gerlostal, einem Seitental des Zillertals, das bei Zell am Ziller Richtung Osten abzweigt. Die Besiedlung erstreckt sich über mehrere Weiler entlang der Straße zum Gerlospass auf dem rund 1200 m hoch gelegenen Talboden. Im Süden führen die Seitentäler von Schwarzach, Wimmerbach und Schönach in die über 3000 Meter hohen Zillertaler Alpen. Nach Norden liegt auf der Sonnseite der Kitzbühler Alpen ein Schigebiet. Das Gemeindegebiet hat eine Größe von beinahe 120 Quadratkilometern. Davon sind ein Drittel bewaldet, etwas mehr sind Almen und ein Viertel ist hochalpines Gebiet. Nur drei Prozent werden landwirtschaftlich genutzt.

### Gemeindegliederung
Ortsteile sind Au, Gmünd, Innertal, Mitterhof, Oberhof, Ried und Schwarzach.

### Nachbargemeinden
| Stummerberg | Hopfgarten im Brixental (KB)                | Wald im Pinzgau (ZE) |
| Gerlosberg  | Kompassrose, die auf Nachbargemeinden zeigt | Krimml (ZE)          |
| Hainzenberg | Brandberg                                   |                      |

## Geschichte
Als im 9. Jahrhundert der Erzbischof von Salzburg großen Grundbesitz im Zillertal erlangte, war der Saumweg über den Gerlospass die einzige direkte Landverbindung zwischen dem Salzburger Mutterland und den Tiroler Besitzungen. Im 14. Jahrhundert wurden zinspflichtige Schwaighöfe in Gmünd, Ried und Oberhof angelegt.
Bis zur Errichtung einer gotischen Filialkirche im Jahr 1470 war Gerlos ein Teil der Mutterpfarre Zell am Ziller. Der Turm der den hl. Lambert und Leonhard geweihten Kirche wurde um 1500 erbaut. Sein Unterbau bis zum Oktogonaufsatz ist noch in der heutigen Pfarrkirche erhalten. Die anderen Gebäudeteile wurden 1735 von Hans Holzmeister neu errichtet. Zur eigenständigen Pfarre erhoben wurde Gerlos 1891.
Erstmals urkundlich erwähnt wurde der Gerlos 1507 als saltus gerlaise (Gerlospass). Der Tal- und Ortsname gerlaise leitet sich vermutlich von den Wörtern ger (spitzes Grundstück) und laise (Wildbach) her. Im gleichen Jahr wird auch das Waldgebiet als „silvam cui nomen Gerleis“ genannt.
Einen Aufschwung erlebte die Gegend durch Goldfunde in den Nachbarorten Hainzenberg und Zell. Im 17. Jahrhundert wurde auch in Gerlos Gold gefunden und bis 1870 abgebaut. Eine wichtige Rolle spielte der Pass im Tiroler Freiheitskampf 1809, wo feindliche Truppen vom Pinzgau her in Tirol einfielen.
Obwohl der Pass für viele Jahrhunderte die wichtigste Verbindung von Tirol nach Salzburg war und es um 1630 schon Pläne für den Bau einer Straße gab, waren die Wege noch in der 2. Hälfte des 19. Jahrhunderts schlecht. So schreibt 1866 der „Bote für Tirol“ über Steigungen von 20 %, holpriges Pflaster, glatte und ausgefahrene Geleise auf felsigem Grund und scharfe Krümmungen. Nahe der Schwarzach-Mündung gab es gar nur einen Knüppelweg. In dieser Zeit war sogar der Bau einer Bahnlinie geplant, kam aber nie zur Ausführung. Als man 1910 den Bau einer neuen Straße begann, häuften sich Schwierigkeiten mit Grundablösen und Hangrutschungen. Erst 1962 stellte Franz Wallack, der Erbauer der Großglockner-Hochalpenstraße die Straße auf Salzburger Seite fertig. Auf Tiroler Seite dauerte es noch zwei Jahre länger, bis gemeinsam mit dem Bau des Speicherkraftwerkes Funsingau die Straße durchgehend befahrbar war.
Bevölkerungsentwicklung der Gemeinde:
| Gerlos: Einwohnerzahlen von 1869 bis 2024           | Gerlos: Einwohnerzahlen von 1869 bis 2024 | Gerlos: Einwohnerzahlen von 1869 bis 2024 | Gerlos: Einwohnerzahlen von 1869 bis 2024 | Gerlos: Einwohnerzahlen von 1869 bis 2024 |
| --------------------------------------------------- | ----------------------------------------- | ----------------------------------------- | ----------------------------------------- | ----------------------------------------- |
| Jahr                                                |                                           |                                           |                                           | Einwohner                                 |
| 1869                                                | 1869                                      |                                           | 416                                       | 416                                       |
| 1880                                                | 1880                                      |                                           | 377                                       | 377                                       |
| 1890                                                | 1890                                      |                                           | 339                                       | 339                                       |
| 1900                                                | 1900                                      |                                           | 365                                       | 365                                       |
| 1910                                                | 1910                                      |                                           | 365                                       | 365                                       |
| 1923                                                | 1923                                      |                                           | 367                                       | 367                                       |
| 1934                                                | 1934                                      |                                           | 480                                       | 480                                       |
| 1939                                                | 1939                                      |                                           | 426                                       | 426                                       |
| 1951                                                | 1951                                      |                                           | 528                                       | 528                                       |
| 1961                                                | 1961                                      |                                           | 561                                       | 561                                       |
| 1971                                                | 1971                                      |                                           | 680                                       | 680                                       |
| 1981                                                | 1981                                      |                                           | 749                                       | 749                                       |
| 1991                                                | 1991                                      |                                           | 781                                       | 781                                       |
| 2001                                                | 2001                                      |                                           | 820                                       | 820                                       |
| 2011                                                | 2011                                      |                                           | 779                                       | 779                                       |
| 2021                                                | 2021                                      |                                           | 795                                       | 795                                       |
| 2024                                                | 2024                                      |                                           | 787                                       | 787                                       |
| Quelle(n): Statistik Austria, Gebietsstand 1.1.2021 |                                           |                                           |                                           |                                           |

## Kultur und Sehenswürdigkeiten

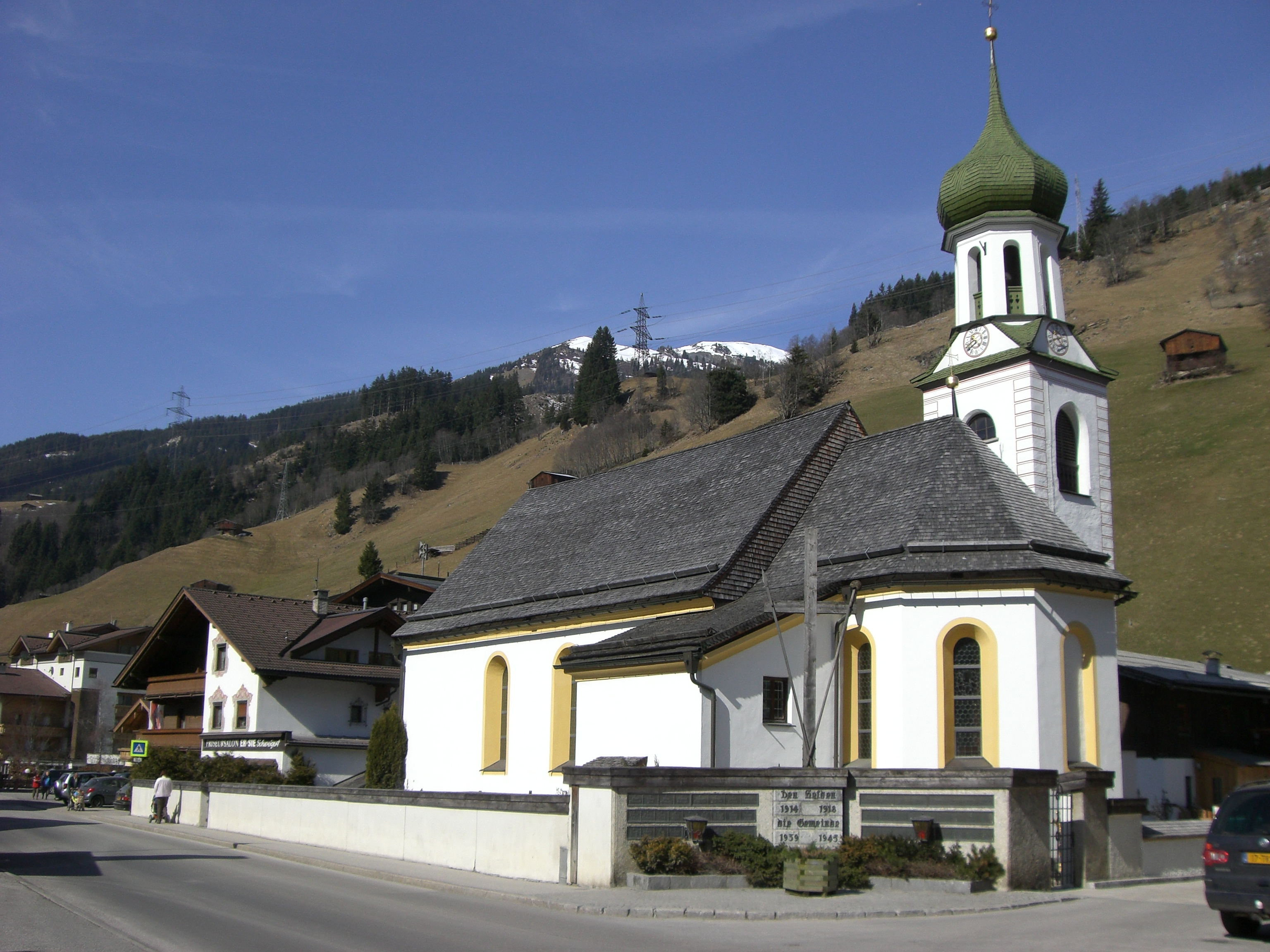
Pfarrkirche Gerlos

- Katholische Pfarrkirche Gerlos hll. Leonhard und Lambert

## Wirtschaft und Infrastruktur
Neben der Gewinnung elektrischer Energie und Landwirtschaft/Almwirtschaft spielt vor allem der Tourismus mit dem Skigebiet „Zillertal Arena“ eine Rolle, was Gerlos zur dritthöchsten Nächtigungszahl im Zillertal nach Mayrhofen und Tux verhilft.
Die Anzahl der Übernachtungen stieg von 590.000 im Jahr 2010 auf 670.000 im Jahr 2019. Die Hauptsaison ist der Winter mit 125.000 Übernachtungen im Februar. Der stärkste Sommermonat ist der August mit 80.000 Nächtigungen (Stand 2019).

### Verkehr
Gerlos liegt an der Gerlos Straße (B 165), die Zell am Ziller mit Mittersill verbindet. Von Zell am Ziller (Bahnstation der Zillertalbahn) besteht saisonaler Busverkehr.

### Sport
- Baden im Stausee Durlassboden (Gemeindegebiete Krimml und Gerlos)
- Bergwandern in den Kitzbühler Alpen
- Klettersteigtour in der Riederklamm[7]
- Radtouren
- Pistenschifahren in der Zillertal Arena
- Skitouren

## Politik

### Gemeinderat
In den Gemeinderat werden elf Mandatare gewählt.
| Partei                                      | 2022  | 2022    | 2016  | 2016    | 2010  | 2010    |
| Partei                                      | %     | Mandate | %     | Mandate | %     | Mandate |
| ------------------------------------------- | ----- | ------- | ----- | ------- | ----- | ------- |
| Allgemeine Liste – Liste des Bürgermeisters | 78,09 | 9       | 61,02 | 7       | 56,54 | 6       |
| Freie Liste Gerlos                          | 21,91 | 2       |       |         |       |         |
| Liste für Gerlos                            |       |         | 38,98 | 4       |       |         |
| Voran stark für Gerlos                      |       |         |       |         | 20,63 | 2       |
| Neutral für Gerlos                          |       |         |       |         | 22,84 | 3       |

### Bürgermeister
- 1974–1992 Johann Kammerlander[12]
- 1992–2009 Franz Hörl (ÖVP)
- seit 2009 Andreas Haas (Allgemeine Liste)[13]

### Wappen
Das Gemeindewappen wurde 1985 verliehen. Der Vogel Greif im Wappen von Gerlos ist das Ergebnis der Verschmelzung von Tiroler und Salzburger Wappentier, Adler und Löwe. Er weist so auf die Grenzlage der Gemeinde, aber auch die Verbindung zum Erzbistum Salzburg hin.

## Persönlichkeiten

### Ehrenbürger der Gemeinde
- Berthold Beitz (1913–2013), Mitbegründer des Skigebietes sowie Initiator der Jagd[15]
- Peter Haas (1926–2017), langjähriger Kapellmeister und Chorleiter in Gerlos
- Johann Kammerlander (1926–2017), Alt-Bürgermeister von Gerlos, Gastronom

### Söhne und Töchter der Gemeinde
- Simon Geisler (1868–1931), Politiker (CSP)

### Mit der Gemeinde verbundene Persönlichkeiten
- Anja Haas (* 1971), Skirennläuferin
- Franz Hörl (* 1956), Politiker